# C-16 (Dragon Ball)
 (octobre 2023).
- Si vous ne connaissez pas le sujet, laissez ce bandeau (vous pouvez alors contacter les auteurs).
- Si vous supprimez le contenu mis en cause (vous pouvez préalablement contacter les auteurs),

argumentez précisément cette suppression dans la page de discussion
(un manque de référence n'est pas un argument ; une recherche réelle de référence doit avoir été effectuée, être formellement documentée).
Pour les articles homonymes, voir C-16.
C-16 (人造人間１６号, Jinzō'ningen jū-rokugō) est un personnage de fiction créé par Akira Toriyama dans le manga Dragon Ball en 1984.
C'est le 16e humain artificiel créé par le Dr Gero. Étant entièrement synthétique, il s'agit donc d'un androïde et non pas d'un cyborg.

## Biographie fictive

### Apparition
On le rencontre pour la première fois en hibernation dans le laboratoire du Dr Gero, ce qui rend Trunks très nerveux dans la mesure où cet androïde n'existe pas dans le futur. Trunks détruit le laboratoire, mais ne peut empêcher l'activation de C-16 par les cyborgs C-17 et C-18 qu'il accompagne ensuite à la recherche de Son Goku.
On peut noter que sa probable activation par C-18 rendait C-20 très nerveux (affirmant même que C-16 allait les détruire). Cela peut s'expliquer par le fait que C-16 avait une programmation différente de C-19 (il était tourné vers le bien et non vers le mal). Il est fort probable que si C-17 et C-18 avaient eu des objectifs maléfiques (comme les cyborgs du futur de Trunks), il les auraient détruits comme il aurait probablement détruit C-20. Preuve est faite lorsqu'il combat Cell, non pas pour le plaisir mais parce que ce dernier voulait détruire la Terre.

### Premier combat contre Cell
Devant la menace Cell, il décide d'abandonner son attitude pacifique et d'affronter Cell pour protéger les êtres vivants de la Terre. Il montre alors une puissance sensationnelle, nettement supérieure à celle de C-17 et C-18, valant celle de Cell. Le combat s'engage et penche légèrement de son côté : il arrive notamment à arracher la queue de Cell afin de l'empêcher d'absorber les cyborgs, mais celui-ci s'en fait pousser une nouvelle à l'aide de son pouvoir de régénération (grâce aux cellules de Piccolo). Cell contre-attaque mais se fait surprendre par le fait que C-16 peut séparer les poings de son corps pour les projeter. Ce dernier en profite pour déclencher une énorme vague d'énergie sur lui et arrive à l'affaiblir considérablement.
Mais Cell parvient à se glisser derrière C-17 et à l'absorber, atteignant ainsi sa forme intermédiaire. C-16 l'affronte mais ne peut rien contre la nouvelle forme de son adversaire et est gravement endommagé. Lui et C-18 sont sauvés par l'intervention de Ten Shin Han, qui occupe Cell. Ils en profitent pour se cacher. Ils assistent au combat entre Cell et Vegeta et à la décision lourde de conséquences de ce dernier, laissant Cell absorber C-18, malgré une ultime tentative de C-16 pour la protéger.

### Lors du Cell Game
Plus tard, Bulma et son père acceptent de le réparer en prévision du Cell Game, auquel il participe aux côtés de Son Goku et de ses amis. Il est très discret jusqu'au moment où Cell se prépare à en finir avec Son Gohan : il profite du fait qu'il est indétectable pour s'approcher du monstre et le ceinturer. Il se prépare ensuite à activer la bombe de grande puissance qui est en lui (le Dr Gero l'ayant imaginée pour abattre Son Goku), afin d'éliminer Cell et de sauver les habitants de la Terre. Mais il ignore que Bulma a retiré cette bombe pendant qu'elle le réparait, au cas où il voudrait s'en prendre à Son Goku. Désemparé, il ne réagit pas lorsque Cell se dégage et le brise en mille morceaux.
Cependant, sa tête est encore en état de marche et il demande à Mr. Satan de la lancer près de Son Gohan. Il dit au jeune garçon qu'il n'y a pas de mal à se battre lorsque sa cause est juste, et qu'il compte sur lui pour défendre tous les êtres vivants existant sur Terre. Juste après, Cell écrase sa tête et le détruit donc définitivement, mais ses paroles briseront la barrière psychologique de Son Gohan, lui permettant enfin d'utiliser toute sa puissance et de se transformer en Super Saiyan 2.
C-16 ne passe pas devant le roi Enma et n'a probablement pas été ressuscité par les Dragon Balls car c'est un robot, et non un être vivant. On pourrait aussi dire qu'étant mécanique ou artificiel, il ne « vivait » pas au même sens que des êtres naturels, c'est-à-dire des personnes humaines.

## Description
C-16 est la plus puissante création du Dr Gero après Cell.
Il est, sur bien des points, le plus intéressant  : par exemple à la différence de C-17 et C-18, il est entièrement robotique et n'a pas été créé à partir d'un être humain. Le Dr Gero le considérait comme raté et espérait pouvoir éliminer ses défauts par la suite, mais il est mort avant de pouvoir l'améliorer. En fait, Gero l'a conçu en lui donnant les traits de son propre fils, haut gradé militaire au sein de l'armée Red Ribbon, et tué par balle il y a des années de cela. Gero l'a doté d'une puissance phénoménale, mais aussi d'une grande gentillesse, pour éviter qu'il ne soit trop belliqueux et donc tué au combat, lui aussi. C'est cette trop grande humanité et son pacifisme que Gero considérait finalement comme des « défauts », qu'il comptait bien rectifier.

### Physique
Physiquement, il est impressionnant, avec une taille peu commune et un look punk très affirmé, mais ses yeux bleus sont moins vides que ceux des autres cyborgs. Étant entièrement mécanique, Cell ne peut pas l'absorber.

### Techniques
- Buku Jutsu
- Hells Flash

## Œuvres où le personnage apparaît

### Manga
- 1984 : Dragon Ball

### Séries
- 1989 : Dragon Ball Z
- 2009 : Dragon Ball Z Kai

### Jeux vidéo
C-16 apparaît dans de nombreux jeux vidéo Dragon Ball.
Il est tout d'abord apparu dans le premier Dragon Ball Z: Super Butōden sur Super Nintendo, puis dans les différents épisodes sur Saturn et PlayStation (hormis Dragon Ball: Final Bout).
Depuis Dragon Ball Z: Budokai sur PlayStation 2, il n'a plus quitté la série.